# Hello! Project 2010 SUMMER 〜ファンコラ!〜
『Hello! Project 2010 SUMMER 〜ファンコラ!〜』は、2010年7〜8月に開催されたハロー!プロジェクトによる合同コンサートツアー。

## 概要
- ハロー!プロジェクト公式サイトで事前に実施されたファン投票により選曲が行われた。
- 公演名には会場により「名古屋場所」「神戸場所」「渋谷場所」「中野場所」の副題が付けられた。

## 出演者
- モーニング娘。、Berryz工房、℃-ute、真野恵里菜、スマイレージ、ハロプロエッグ選抜、SI☆NA（神戸場所のみ）
- MC まこと、吉澤ひとみ

## 日程
7月18日・24日・31日は夜公演のみ、他は全て1日2公演の予定だったが、8月8日のみ朝公演が追加され1日3公演行った。
- 2010年7月18日・19日：愛知県芸術劇場 大ホール
- 7月24日・25日：神戸国際会館 こくさいホール
- 7月31日・8月1日：渋谷C.C.Lemonホール
- 8月7日・8日：中野サンプラザ

## DVD・Blu-ray
『Hello! Project 2010 SUMMER 〜ファンコラ!〜』（2010年10月27日）
1. OPENING〜ALL FOR ONE & ONE FOR ALL!（全員）
2. VTR映像（メンバー紹介）
3. MC1
4. ○○ がんばらなくてもええねんで!!（スマイレージ）
5. 元気者で行こう!（真野恵里菜）
6. Danceでバコーン!（℃-ute）
7. 本気ボンバー!!（Berryz工房）
8. 青春コレクション（モーニング娘。）
9. MC2
10. 愛すクリ〜ムとMyプリン（続・美勇伝）
11. 抱いてよ! PLEASE GO ON（High-King）
12. MC3
13. チュッ! 夏パ〜ティ（スマイレージ）
14. ぁまのじゃく（スマイレージ）
15. ♡桃色片想い♡（真野恵里菜）
16. 春の嵐（真野恵里菜）
17. MC4
18. キャンパスライフ〜生まれて来てよかった〜（℃-ute）
19. FOREVER LOVE（℃-ute）
20. 抱きしめて 抱きしめて（Berryz工房）
21. ギャグ100回分愛してください（Berryz工房）
22. MC5
23. 泣いちゃうかも（モーニング娘。）
24. ここにいるぜぇ!（モーニング娘。）
25. MC6
26. スキちゃん（スマイレージ）
27. 世界は サマー・パーティ（真野恵里菜）
28. まっさらブルージーンズ（℃-ute）
29. スッペシャル ジェネレ〜ション（Berryz工房）
30. SEXY BOY 〜そよ風に寄り添って〜（モーニング娘。）
31. MC7
32. 元気ピカッピカッ!（全員）

DVD特典映像
- 特典映像1
【朝公演】日替わり曲より
  1. DESTINY LOVE（High-King）
  2. ロックの神様（Buono!）
- 特典映像2
【夜公演】オープニングアクト
  1. モーニングチャイム!!!（おはガール（小川紗季））
  2. リトル♥ぷりんせす☆ぷりっ!（リルぷりっ）

Blu-ray特典映像
- 特典映像1
【朝公演】日替わり曲より
  1. 好きすぎて バカみたい（スマイレージ）
  2. ナキムシ・ヨワムシ（真野恵里菜）
  3. ロマンティック 浮かれモード（真野恵里菜）
  4. Yes! all my family（℃-ute）
  5. 都会っ子 純情（℃-ute）
  6. 愛のスキスキ指数 上昇中（Berryz工房）
  7. 流星ボーイ（Berryz工房）
  8. わたしがついてる。（モーニング娘。）
  9. Say Yeah!-もっとミラクルナイト-（モーニング娘。）
- 特典映像2
【夜公演】オープニングアクト
  1. ラッキーチャチャチャ!（新ミニモニ。）
  2. たんぽぽ（タンポポ#）
  3. マノピアノ（真野恵里菜）
  4. 18才の季節（真野恵里菜）
  5. 夢見る 15歳（スマイレージ）
  6. オトナになるって難しい!!!（スマイレージ）
  7. ありがとう!おともだち。（Berryz工房）
  8. ジリリ キテル（Berryz工房）
  9. 甘い罠（℃-ute）
  10. 大きな愛でもてなして（℃-ute）
  11. 真夏の光線（モーニング娘。）
  12. 涙ッチ（モーニング娘。）